# ALT Linux
ALT Linux (рус. Альт Линукс) ist eine Linux-Distribution, die von der russischen Firma ALT Linux Ltd sowie freiwilligen Helfern betreut wird. ALT ist dabei ein rekursives Akronym für ALT Linux Team.

## Besonderheiten
Verwendet wird mit Sisyphus eine dem Open Build Service ähnliche Software zum Bau der Distribution, die auf eine Zusammenarbeit mit der Firma SUSE in Hinblick auf kyrillische Zeichensätze in deren Linux-Produkten zurückgeht. Die instabilen Paketquellen, in denen neue Softwareversionen bereitgestellt werden, werden Daedalus genannt. Im russischen Sprachraum ist die Distribution beliebt, da das komplette System stark lokalisiert wurde. So werden Fehlermeldungen im Terminalfenster und zahlreiche manpages vollständig auf Russisch übersetzt. Zudem sind proprietäre Bestandteile wie 3D-Grafikartentreiber oder Multimedia-Codecs direkt integriert. Zur Auswahl an Software zählt unter anderem ein Anzeigeprogramm für das in Russland sehr populäre FictionBook Format. Für die Paketverwaltung wird APT-RPM eingesetzt.

## Geschichte
ALT Linux ging zunächst aus der russischen Version der Mandrake Distribution (Linux-Mandrake Russian Edition) hervor.
Ab 2000 wurde begonnen, Mandrake Pakete, den Paketmanager RPM sowie alle Systemkomponenten durch eigene Zusammenstellungen und Entwicklungen zu ersetzen, sodass ab Version ALT Linux 3.0, (2005), alle Pakete, der Paketmanager (Sisyphus) und die Systemkomponenten auf eigener Entwicklung basieren. Durch diesen Prozess wurden alle Abhängigkeiten und Verbindungen zu Mandrake gelöst, sodass ALT Linux eine eigenständige Distribution darstellt.
ALT Linux profitierte sehr stark von Wladimir Putins Verordnung, ein „nationales Betriebssystem“ zu etablieren. Das Dekret sah vor, alle russischen Bildungseinrichtungen zu migrieren, und gab detaillierte Umstiegspläne vor. ALT Linux Ltd wurde vom Rostec-Konzern übernommen und mit Geldmitteln ausgestattet, so dass 150 hauptamtliche Entwickler an dem Projekt arbeiten konnten.